# La 167
La 167 es el octavo álbum de estudio del cantante puertorriqueño Farruko. Fue publicado el 1 de octubre de 2021 a través de Sony Music Latin, contiene el sencillo global «Pepas» y colaboraciones con Pedro Capó, Myke Towers, Jay Wheeler y DJ Adoni, entre otros.

## Concepto
Descrito por el cantante como su álbum más personal, el título de 167 proviene de la carretera cercana donde había crecido, mientras que la portada muestra una fotografía de una gasolinera que era de su abuelo, esto en la vía que cruza por Bayamón. Además de revisitar su legado familiar, el álbum contiene una mayor fusión de géneros musicales como EDM, reggae, trap y drill. Una vez estrenado el álbum, fue liberado un artículo por Billboard donde se destacan algunas canciones, entre ellas «Baja Cali» por sus toques de regional mexicana, «La bendición» al interpretar una canción de salsa más tradicional y «Baya» en colaboración con Yomo, al ser una de las pocas canciones de perreo en el álbum.

## Promoción
En junio, antes del estreno del álbum, fue anunciado una gira promocional de 12 ciudades entre Estados Unidos y Puerto Rico, que dio inicio en noviembre y concluyó en febrero del año siguiente. Durante una entrevista con EFE, el cantante expresaba estar evaluando su retiro de la música, para poder dedicarse a su familia y a otros pasatiempos, como la actuación y el emprendimiento. El 11 de febrero de 2022, en medio de una presentación en el FTX Arena, el cantante declinó interpretar el coro de «Pepas» para luego realizar un sermón de 15 minutos donde repudiaba el mensaje de su canción, comentaba su nueva devoción a Dios y concluía con la interpretación de dos canciones cristianas.

## Recepción
El álbum debutó en la primera posición de las listas Top Latin Albums y Latin Rhythm Albums de Billboard, con ventas de 17 000 unidades equivalentes, según registros de Nielsen.
Posteriormente, ha sido certificado 5× Platino por la RIAA en su formato latino, por sobrepasar las 300 000 unidades, mientras que los sencillos «Pepas», «El incomprendido», «Helicóptero» y «La Tóxica» también fueron certificados como Oro y Platino.

## Lista de canciones
| N.º      | Título                                                               | Duración |  |
| 1.       | «Ki» (con O'Neill y Daniel Habif)                                    | 3:30     |  |
| 2.       | «La tóxica»                                                          | 3:01     |  |
| 3.       | «Pepas»                                                              | 4:47     |  |
| 4.       | «GPS» (con Jay Wheeler)                                              | 3:40     |  |
| 5.       | «F*LOVE» (con Dímelo Flow y DJ Adoni)                                | 3:18     |  |
| 6.       | «Cucaracha» (con Ñengo Flow)                                         | 3:30     |  |
| 7.       | «Lambo»                                                              | 2:44     |  |
| 8.       | «My Lova»                                                            | 3:36     |  |
| 9.       | «Baja Calí»                                                          | 3:17     |  |
| 10.      | «La Perla»                                                           | 3:08     |  |
| 11.      | «Cuervos»                                                            | 4:04     |  |
| 12.      | «El incomprendido» (con Víctor Cárdenas y DJ Adoni)                  | 4:29     |  |
| 13.      | «Embalao» (con J. Cross y White Star)                                | 3:48     |  |
| 14.      | «Jíbaro» (con Pedro Capó)                                            | 3:10     |  |
| 15.      | «$»                                                                  | 3:42     |  |
| 16.      | «167» (con Gallego)                                                  | 6:47     |  |
| 17.      | «Baya» (con Yomo)                                                    | 3:35     |  |
| 18.      | «Doble L» (con Brray y Noriel)                                       | 3:24     |  |
| 19.      | «Guerrero» (con Luar La L)                                           | 5:58     |  |
| 20.      | «Amigos nuevos no» (con Fresy Franklin)                              | 3:46     |  |
| 21.      | «La bendición» (con Lenier)                                          | 3:14     |  |
| 22.      | «W.F.M.» (con Mavado)                                                | 3:13     |  |
| 23.      | «Apunta y dispara» (con India Martínez y Lito MC Cassidy)            | 4:44     |  |
| 24.      | «Siempre seré» (con Myke Towers, Tempo, Pacho el Antifeka y Secreto) | 6:38     |  |
| 25.      | «Helicóptero»                                                        | 3:47     |  |
| 01:38:31 |                                                                      |          |  |

Notas
- «La tóxica» tiene un sample de Fatal Fantassy de DJ Joe e interpola «Que es lo que quiere» de Tempo.[10]
- «El incomprendido» tiene un sample de «Better Off Alone» interpretado por Alice DeeJay.[11]
- «Helicóptero» tiene un sample de «Intocable» interpretado por Don Omar.

## Posicionamiento en listas
| Listas (2021)                        | Mejor posición |
| ------------------------------------ | -------------- |
| España (Top 100 Álbumes)             | 23             |
| Estados Unidos (Billboard 200)       | 26             |
| Estados Unidos (Latin Rhythm Albums) | 1              |
| Estados Unidos (Top Latin Albums)    | 1              |
| Francia (SNEP)                       | 51             |
| Italia (FIMI)                        | 89             |
| Países Bajos (Album Top 100)         | 40             |

| Listas (2021)                     | Posición |
| --------------------------------- | -------- |
| Estados Unidos (Top Latin Albums) | 48       |

| Listas (2022)                     | Posición |
| --------------------------------- | -------- |
| Estados Unidos (Latin Rhythm)     | 7        |
| Estados Unidos (Top Latin Albums) | 8        |
| Francia (SNEP)                    | 122      |

## Certificaciones
| País (Certificador) | Certificación      | Ventas certificadas |
| --- | ------------------ | ------------------- |
| México (AMPROFON) | Platino            | 140 000             |
| Estados Unidos (RIAA) | 5× Platino (Latin) | 300 000*            |
| ^cifras de envíos basadas únicamente en la certificación xcifras no especificadas basadas únicamente en la certificación |                    |                     |

## Premios y nominaciones
| Año  | Premios                               | Categoría                    | Resultado |
| ---- | ------------------------------------- | ---------------------------- | --------- |
| 2022 | Premios Lo Nuestro                    | Álbum urbano del año         | Nominado  |
| 2022 | Premios Tu Música Urbano              | Álbum del año - Masculino    | Nominado  |
| 2022 | Premios Juventud                      | Álbum del año                | Nominado  |
| 2022 | Premios Billboard de la música latina | Álbum Top Latin del año      | Nominado  |
| 2022 | Premios Billboard de la música latina | Álbum Latin Rhythm del año   | Nominado  |
| 2022 | Premios American Music                | Álbum latino favorito        | Nominado  |
| 2023 | Premios Grammy                        | Mejor álbum de música urbana | Nominado  |